# Neeopsis flavifolia
Neeopsis es un género monotípico de plantas herbáceas de la familia Nyctaginaceae. Su única especie aceptada: Neeopsis flavifolia es originaria de Guatemala.

## Taxonomía
Neeopsis flavifolia fue descrita por (Lundell) Lundell y publicado en Wrightia 5(7): 242. 1976.
Sinonimia
- Neea flavifolia Lundell